# 2. hokejová liga SR 1995/1996
Sezóna 1995/1996 byla 3. ročníkem 2. slovenské hokejové ligy. Vítězem se stal tým HK Spartak BEZ Danubia Invest Bratislava, který úspěšně postoupil do 1. hokejové ligy. Z 1. ligy sestoupil HK PPS Detva.

## Systém soutěže
Soutěž byla rozdělena do tři skupin (západ, střed a východ). Celkem se jich zúčastnilo 21 týmů, ve skupině východ osm týmů, ve skupině střed sedm týmů a ve skupině západ šest týmy. Ve všech skupinách se hrálo 1x venku a doma. Bodový systém byl stejný z předešlé sezony, za výhru se získalo dva body, za remízu jeden bod a za prohru nezískal klub žádný bod. První dva týmy z každé skupiny postoupili do finálové části o postup. Nejlepší tým postoupil přímo do 1. ligy. Ze soutěže se nesestupovalo.

## Základní část

### Skupina západ
|  | Postupující do skupiny o postup |

| Poř. | Tým                                      | Z  | B  | V | R | P | Skóre | +/– |
| ---- | ---------------------------------------- | -- | -- | - | - | - | ----- | --- |
| 1    | HK Spartak BEZ Danubia Invest Bratislava | 10 | 18 | 9 | 0 | 1 | 68:19 | +49 |
| 2    | KĽŠ Spartak Univerzita Trnava            | 10 | 16 | 8 | 0 | 2 | 56:24 | +32 |
| 3    | VTJ Levice                               | 10 | 10 | 4 | 2 | 4 | 40:48 | –8  |
| 4    | Retir Sľažany                            | 10 | 9  | 3 | 3 | 4 | 43:48 | –5  |
| 5    | Iskra Partizánske                        | 10 | 4  | 2 | 0 | 8 | 31:70 | –39 |
| 6    | TJ Lokomotíva Nové Zámky                 | 10 | 3  | 1 | 1 | 8 | 32:61 | –29 |

### Skupina střed
|  | Postupující do skupiny o postup |

| Poř. | Tým                           | Z  | B  | V  | R | P | Skóre | +/– |
| ---- | ----------------------------- | -- | -- | -- | - | - | ----- | --- |
| 1    | HK Medokýš Turčianske Teplice | 12 | 20 | 10 | 0 | 2 | 68:29 | +39 |
| 2    | HK Dolný Kubín-Pucov          | 12 | 18 | 9  | 0 | 3 | 72:49 | +23 |
| 3    | HC Prievidza                  | 12 | 13 | 6  | 1 | 5 | 63:48 | +15 |
| 4    | HK ŠKP Žilina B               | 12 | 11 | 5  | 1 | 6 | 45:62 | –17 |
| 5    | HK Slovan Trstená             | 11 | 10 | 5  | 0 | 6 | 40:51 | –11 |
| 6    | HK 95 Považská Bystrica       | 12 | 7  | 3  | 1 | 8 | 26:48 | –22 |
| 7    | HC Lučenec                    | 11 | 3  | 1  | 1 | 9 | 29:56 | –27 |

Zápas HK Slovan Trstená proti HC Lučenec se neuskutečnil.

### Skupina východ
|  | Postupující do skupiny o postup |

| Poř. | Tým                           | Z  | B  | V  | R | P  | Skóre  | +/– |
| ---- | ----------------------------- | -- | -- | -- | - | -- | ------ | --- |
| 1    | HK Agro White Lady Levoča     | 14 | 26 | 13 | 0 | 1  | 83:22  | +61 |
| 2    | HC Apex Rožňava               | 14 | 24 | 12 | 0 | 2  | 111:34 | +77 |
| 3    | HC MEZ VTJ Michalovce juniori | 14 | 17 | 8  | 1 | 5  | 74:54  | +20 |
| 4    | HC 46 Bardejov                | 14 | 13 | 4  | 5 | 5  | 69:56  | +13 |
| 5    | HC Športklub Humenné          | 14 | 13 | 5  | 3 | 6  | 49:53  | –4  |
| 6    | HK Chemko Strážske            | 13 | 11 | 5  | 1 | 7  | 44:70  | –26 |
| 7    | HK Slávia 87 Stropkov         | 13 | 5  | 2  | 1 | 10 | 31:92  | –61 |
| 8    | HC Stavbár Vranov nad Topľou  | 14 | 1  | 0  | 1 | 13 | 21:101 | –80 |

Zápas HK Chemko Strážske proti HK Slávia 87 Stropkov se neuskutečnil.

## O postup
|  | Postupující do 1. hokejové ligy |

| Poř. | Tým                                      | Z  | B  | V | R | P | Skóre | +/– |
| ---- | ---------------------------------------- | -- | -- | - | - | - | ----- | --- |
| 1    | HK Spartak BEZ Danubia Invest Bratislava | 10 | 18 | 9 | 0 | 1 | 63:26 | +37 |
| 2    | KĽŠ Spartak Univerzita Trnava            | 10 | 18 | 9 | 0 | 1 | 51:30 | +21 |
| 3    | HC Apex Rožňava                          | 10 | 8  | 4 | 0 | 6 | 36:44 | –8  |
| 4    | HK Dolný Kubín-Pucov                     | 10 | 8  | 4 | 0 | 6 | 42:60 | –18 |
| 5    | HK Agro White Lady Levoča                | 10 | 6  | 3 | 0 | 7 | 37:37 | 0   |
| 6    | HK Medokýš Turčianske Teplice            | 10 | 2  | 1 | 0 | 9 | 29:61 | –32 |